# Розівка (Якимівська селищна громада)
Розíвка (у 1923—1958 роках — Венера) — село в Україні, у Якимівській селищній громаді Мелітопольського району Запорізької області. Населення становить 630 осіб. До 2017 року орган місцевого самоврядування — Розівська сільська рада.

## Географія
Село Розівка розташоване за 178 км від обласного центру,  54 км від районного центру, примикає до села Сокологірне Генічеського району Херсонської області. Через село пролягає залізниця Мелітополь — Новоолексіївка, станція Сокологірне (за 1,5 км). Поруч проходить автошлях міжнародного значення М18E105.

## Населення

### Мова
Розподіл населення за рідною мовою за даними перепису 2001 року:
| Мова            | Кількість | Відсоток |
| --------------- | --------- | -------- |
| російська       | 372       | 59.05%   |
| українська      | 250       | 39.68%   |
| білоруська      | 1         | 0.16%    |
| інші/не вказали | 7         | 1.11%    |
| Усього          | 630       | 100%     |

## Історія
Село засноване 1923 року під первинною назвою — Венера. У 1958 році перейменоване в село Розівка.
12 червня 2020 року, відповідно до розпорядження Кабінету Міністрів України № 713-р «Про визначення адміністративних центрів та затвердження територій територіальних громад Запорізької області», увійшло до складу Якимівської селищної громади.
17 липня 2020 року, в результаті адміністративно-територіальної реформи та ліквідації Якимівського району, село увійшло до складу Мелітопольського району.
24 лютого 2022 року, в ході російського вторгнення в Україну, село тимчасово окуповане російськими загарбниками.

## Економіка
- ТОВ «Сокологірний молокозавод».
- ТОВ «Сокологірний екстракційний завод».

## Об'єкти соціальної сфери
- Сокологірненська середня загальноосвітня школа.
- Дитячий дошкільний навчальний заклад.
- Будинок культури.
- Амбулаторія.